# دهستان بویراحمد گرمسیری
بویراحمد گرمسیری، دهستانی است از توابع بخش مرکزی شهرستان گچساران در استان کهگیلویه و بویراحمد ایران.

## جمعیت
براساس سرشماری سال ۱۳۸۵ جمعیت آن ۴٬۷۰۹ نفر (۱٬۰۵۱ خانوار) بوده‌است.
بوير احمد گرمسيري ازشمال به دهدشت ،از مغرب به بهبهان ،از مشرق به چرام وباشت و باوي ،از جنوب به خاك قشقايي محدود است.
سرپرست عشاير اين منطقه مظفر آروئي پسر عباسقلي خان بود كه در سال 1325 شمسي در گذشت وپسرش محمد به جاي وي انتخاب شد.مردم بوير احمد گرمسيري به سبب نزديكي با دهدشت و بهبهان ومناطق نفتي خصوصاً گچساران،شهري تر ومتمدن ترند.
تيره ها وطوايف بوير احمد گرمسيري به ترتیب جمعیت عبارتند از: اولاد میرزاعلی ، طاس احمدی ، گشتاسب ، جليل ،طاليشاهي ، برآفتابي ، باتولي (باباتولي) ،آروئی ، ماريني ،ديلي ، سادات با فتح اللهي ،عربان.
به دليل همسايگي بوير احمد گرمسيري با بوير احمد سفلي بامسير كمتر از 70كيلومتربعضي از طايفه هايشان مشتركند.